# Leyenda (álbum)
Leyenda es el vigésimo cuarto álbum de estudio de la banda chilena Inti-Illimani, publicado originalmente en 1990 con la colaboración del guitarrista clásico australiano John Williams y el guitarrista de flamenco español Paco Peña, con quienes ya habían grabado su álbum anterior Fragmentos de un sueño en 1987.
Corresponde al primer álbum oficial de la tercera etapa de la banda, esto es, el primero en ser lanzado estando en Chile, luego de su regreso desde el exilio en Italia, producto del término de la dictadura militar de Chile y el restablecimiento de la democracia, con el inicio en 1990 de la presidencia de Patricio Aylwin.

## Lista de canciones
| Leyenda |                                                  |                                        |          |  |
| N.º     | Título                                           | Escritor(es)                           | Duración |  |
| 1.      | «Preludio y festejo»                             | Horacio Salinas                        | 7:06     |  |
| 2.      | «Sensemayá» (o «Canto para matar una culebra»)   | Nicolás Guillén, Horacio Salinas       | 3:49     |  |
| 3.      | «Farruca/Huajra»                                 | Sabicas/Atahualpa Yupanqui             | 6:26     |  |
| 4.      | «Crónicas de una ausencia»                       | Horacio Salinas                        | 7:35     |  |
| 5.      | «Alondras»                                       | Paco Peña                              | 6:05     |  |
| 6.      | «Juanito Laguna remonta un barrilete»            | Hamlet Lima Quintana, René Cosentino   | 4:46     |  |
| 7.      | «David of the White Rock/La fiesta de La Tirana» | popular, Wilfred Brown/popular chilena | 5:20     |  |
| 8.      | «Cándidos» (o «Candides»)                        | Eugenio Llona, José Seves              | 4:42     |  |
| 9.      | «Tarantella/Canna Austina»                       | popular italiana/Roberto de Simone     | 6:24     |  |
| 52:13   |                                                  |                                        |          |  |

## Créditos
Inti-Illimani
- Max Berrú
- Jorge Coulón
- Marcelo Coulón
- Horacio Durán
- Renato Freyggang
- Horacio Salinas
- José Seves

Colaboración
- Paco Peña, guitarra en temas 1, 3, 4, 5 y 9.
- John Williams, guitarra en temas 1, 4, 5, 7 y 9.

Otros
- René Castro: cubierta